# A Hold geológiája
A Hold, Földünk kísérőjeként, évezredeken keresztül tartotta mozgásban az emberek fantáziáját. Sokféleképpen hat életünkre és a minket körülvevő világra. Ciklusainak segítségével alkottuk meg naptárainkat, alakultak ki életciklusaink. Közelsége révén szabad szemmel is láthatóak a rajta lévő formációk, így nem csoda a régóta tartó, felé irányuló érdeklődés.

## A Hold felszíne

### Becsapódásos formák
A medencék: 265 km-nél nagyobb átmérővel rendelkező, kerekded alakú ősi becsapódások nyomai. A forma azonban nem mindig biztos ismertetőjel, hisz a medencéket később elárasztó- általában bazaltos-lávatömegek, olykor jelentékenyen megváltoztatták azok határvonalát (Mare). A medencék kora 4-4,2 milliárd év, az őket borító lávatakaró relatív fiatalságát (3,3- 3,9 milliárd év) a felületükön fellelhető 4-10-szer kevesebb kráter is mutatja.
Hegyláncok: A Marekat körülvevő, ívelt lefutású hegységgyűrű. A becsapódás energiája által felgyűrt és ugyanennek az energiának köszönhetően lerakódott becsapódási üledék alkotja. A Mare Imbriumot például a Jura, az Alpok, a Kárpátok, az Appenninek és a Kaukázus övezik.
Kráterek: Átmérőjük a 200 km-es szélességtől egészen a mikroszkopikus méretekig tart, melyeket a holdpor (regolit) gömb alakú szemcséin figyeltek meg.
Sugaras fénylő vonalak: Egy- egy nagyobb kráterből, melynek átmérője meghaladja a 85 km-t, mint centrumból indulnak ki, általában minden közbeeső formán áthaladnak. Pontos megfigyelések alapján azt mondhatjuk, hogy ezek a világos sugárirányú formák nem mások, mint apró kráterek milliói, melyeket a központi becsapódás hozott létre. Sugársávos holdi kráterek.
Thasszaloidok: Medence nagyságú (200–550 km szélességig) mélyedések a Marék területén, aljuk világos színű, az ott található anortozit miatt. Általában a Hold túloldalán helyezkednek el, az ottani vastagabb kéreg miatt.

### Endogén eredetű formák
Sinus-rianások: az ilyen hasadékok általában a Földön is megfigyelhető lávacsatornák, amelyek teteje később beomlott. fő jellegzetességük, hogy kacskaringósan húzódnak keresztül egy-egy sík lávaterületen (legszebb példa rá a látható oldal északnyugati részén lévő Schröter-völgy).
Radiális hasadékok: ezek általában a láva lehűlésekor keletkeznek, amikor a megszilárduló kőzet összehúzódik és meghasad (Vallis Alpes – Alpesi völgy).
Vetődések: a belső erők által létrehozott süllyedések, amelyek nem teknőszerűek, hanem csak az egyik oldalon magasodik több száz méter magas sziklafal (Rupes Recta)
Becsapódásos medencék bazaltlávával feltöltött (Mare) területei, melyek képződése körülbelül 3 milliárd éve megszűnt. Tudjuk mindezt a kőzetminták radiometrikus mérései alapján.
A tranziens jelenségek gyenge gázkiáramlások a felszínen. Nagyrészt ebből származtatjuk a hold légkörét, illetve összetételét.
Dóm vagy kúpszerű formák. Viszonylag ritkák, ezek tetején valódi vulkáni kráterek találhatóak. A holdi kráterek közül már csak ezeket tartjuk vulkáni eredetűnek. A holdi kráterek származását korábban hevesen vitató becsapódásos és vulkanikus elméletek közül mára a formák nagy többségénél az előbbi álláspont igazolódott.
	Végül az endogén eredetű formák közé sorolható néhány holdfelszíni lineáris, mederszerű képződmény is, melyek egykori lávafolyások csatornái lehettek.

### Egyéb endogén eredetű formák
Számos hosszú, egyenes futású, olykor elágazó, hirtelen megtörő völgy, szakadék (rianás) található a holdon, melyek az elmúlt idők szerkezeti mozgásainak emlékei lehetnek.

### Eróziós alakzatok
A Hold esetében, számottevő légkör hiányában elhanyagolható. Mégis említésre méltó a felület bombázása, és a lejtős tömegmozgások.